# سوني كورتيس
سوني كورتيس (بالإنجليزية: Sonny Curtis)‏ هو مغني وموسيقي ومغن مؤلف وكاتب أغاني وعازف قيثارة أمريكي، ولد في 9 مايو 1937 في مدو في الولايات المتحدة.

## وصلات خارجية
- الموقع الرسمي
- سوني كورتيس على موقع IMDb (الإنجليزية)
- سوني كورتيس على موقع ميوزك برينز (الإنجليزية)
- سوني كورتيس على موقع قاعدة بيانات برودواي على الإنترنت (الإنجليزية)
- سوني كورتيس على موقع أول ميوزيك (الإنجليزية)
- سوني كورتيس على موقع ديسكوغز (الإنجليزية)